# Amazonas Motos Especiais
Amazonas Motos Especiais, kurz AME, war ein brasilianischer Hersteller von Motorrädern und Automobilen.

## Unternehmensgeschichte
Das Unternehmen hatte seinen Sitz in São Paulo. 1978 begann in Werken in São Paulo und Manaus die Produktion von Motorrädern. Der Markenname lautete Amazonas. Die Fahrzeuge wurden auch in die USA sowie nach Europa und Japan exportiert. 1986 gab es einen Inhaberwechsel. Ab 1987 entstanden auch Automobile und Kit Cars. 1988 endete die Produktion. Insgesamt entstanden etwa 700 Motorräder und wenige Autos.

## Fahrzeuge
Im Angebot standen große Motorräder, ähnlich jenen von Harley-Davidson. Ein luftgekühlter Vierzylinder-Boxermotor von Volkswagen do Brasil mit 1600 cm³ Hubraum trieb die Fahrzeuge an. Ab 1982 war ein Seitenwagen erhältlich.
Im März 1987 wurde die Nachbildung des Porsche 550 auf einer Automobilausstellung präsentiert. Die Lizenz kam von Chuck Beck. Ein Rohrrahmen bildete die Basis. Darauf wurde eine offene Karosserie aus Fiberglas montiert. Der VW-Motor mit wahlweise 1600 cm³, 1800 cm³ oder 2160 cm³ Hubraum war hinter den Sitzen in Mittelmotorbauweise platziert. Geplant war die Produktion von 10 bis 16 Fahrzeugen monatlich. Bereits im gleichen Jahr endete die Produktion dieses Modells, als sich Beck entschloss, die Lizenz an Chamonix NG Cars zu vergeben.
Außerdem war die Nachbildung eines Ford Thunderbird geplant.